# Gresvatnet
Gresvatnet (svensk Gräsvattnet, sørsamisk: Graesiejaevrie) er en sø der ligger på grænsen mellem Norge og Sverige. Den norske del ligger i Hemnes kommune i Nordland fylke.
Gresvatnet ligger omkring 25 km øst for byen Korgen, og kun få km nordøst for bjerget Oksskolten og Okstindbreen. Søens nordøstlige ende ligger under 2 km sydvest for den, hovedsageligt i Sverige beliggende sø, Uman.

## Eksterne kilder og henvisninger
- Om Grasvatnet på Store norske leksikon